# Kate Williams
Pour les articles homonymes, voir Williams.
Pas d'image ? Cliquez ici

a Compétitions nationales et continentales officielles uniquement.

b Matchs officiels uniquement.
Dernière mise à jour le 4 avril 2024.
Kate Williams, née le 5 avril 2000 à Swansea (pays de Galles), est une joueuse internationale galloise de rugby à XV, évoluant au poste de troisième ligne aile. Elle joue àGloucester-Hartpury.

## Biographie
Kate Williams naît le 5 avril 2000 à Swansea au pays de Galles. Dès l'âge de quatre ans, elle part habiter à Auckland en Nouvelle-Zélande et grandit là-bas,. À ce même âge, elle commence le rugby à XV au sein du North Shore RFC. Par la suite, elle pratique ce sport au sein du Glenfield College, des équipes de jeunes des moins de 18 ans de North Harbour et du East Coast Bays RFC,.
Toujours dans ce pays, elle joue ensuite au haut niveau avec les North Harbour Hibiscus en Farah Palmer Cup à partir de 2017 et est capitaine de l'équipe en 2020 et 2021,,,. De plus, elle joue également la première rencontre de l'histoire des Blues face aux Chiefs Manawa en mai 2021,.
Durant la Coupe du monde 2021, jouée en Nouvelle-Zélande et disputée en 2022 à cause de la pandémie de Covid-19, elle est convoquée pour la première fois avec le pays de Galles à la suite de la blessure d'Alisha Butchers,,. Elle est auparavant invitée à venir s'entraîner au pays de Galles durant l'été précédent après que ses amis et sa famille ont envoyé des vidéos d'elle sous les couleurs de North Harbour au sélectionneur gallois,.
En mars 2023, elle rejoint le club anglais de Gloucester-Hartpury pour la fin de saison,. Le même mois, elle est sélectionnée avec le pays de Galles à l'occasion du Tournoi des Six Nations. Durant la compétition, elle fait ses débuts internationaux et dispute les cinq rencontres.
À l'automne 2023, elle participe en Nouvelle-Zélande au WXV sous les couleurs de son pays.
En dehors de sa carrière sportive, elle est officier au sein de la Royal New Zealand Navy.

## Palmarès
- Vainqueur du Championnat d'Angleterre en 2023 et 2024.